# Leonard y Kathleen Shillam
Leonard y Kathleen Shillam fueron una pareja de escultores australianos.
Leonard Shillam Leonard Shillam (Brisbane, Queensland, Australia, 15 de agosto de 1915 - Australia, 1 de septiembre de 2005) fue miembro fundador de la Sociedad de Escultores de Queensland y de la Sociedad de Artistas de la Vida Silvestre de Queensland .

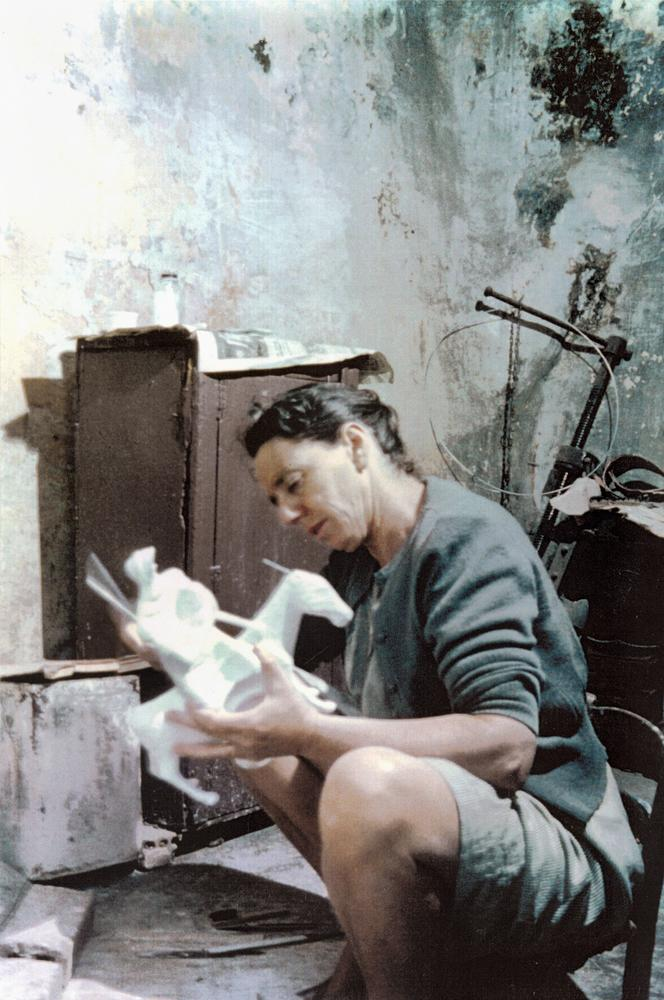
Kathleen Shillam en Grecia, 1961

Kathleen Shillam (nacida O'Neill) AM (Inglaterra, 25 de mayo de 1916 - Australia, 20 de septiembre de 2002) fue nombrada Miembro de la Orden de Australia en 1986, durante la celebración de Día de los Honores de Australia por sus servicios a la escultura y a la educación. Fue también galardonada con un doctorado honoris causa en Filosofía de las artes de la Universidad de Queensland en 2000.
Se conocieron en la escuela de arte en Brisbane en 1932 y se casaron el 1 de septiembre de 1942.